# Puya killipii
Puya killipii là một loài thực vật có hoa trong họ Bromeliaceae. Loài này được Cuatrec. miêu tả khoa học đầu tiên năm 1944.